# Kees van den Broek
Cornelius van den Broek (Heer, 21 juli 1907 – Rotterdam, 12 maart 1945) was een Nederlandse verzetsstrijder tijdens de Tweede Wereldoorlog.
Oud-marinier Kees van den Broek deed tijdens de bezetting dienst als agent van politie aan het bureau Hoflaan te Rotterdam. Hij was lid van de plaatselijke knokploeg ‘Ploeg Jos’ (‘Jos’ = Jan Arie de Groot) en nam actief deel aan verschillende acties tegen de bezetter.
In zijn functie als agent van politie liep Van den Broek geregeld op de rijksweg tussen Rotterdam en Gouda. Op een dag werd hij benaderd door een Duitse soldaat, die hem vroeg of hij hem de weg naar Gouda kon wijzen. Dit wilde Kees best doen, maar dan moest de soldaat hem eerst zijn pistool geven. Kees hield de man inmiddels onder schot. Eenmaal in het bezit van het vuurwapen, vertelde hij de man alsmaar rechtdoor te gaan, zonder om te kijken, anders zwaaide er wat. Volkomen verbouwereerd volgde de soldaat dit bevel op en liep ongewapend verder richting Gouda.
Van den Broek werd verraden door J.C. Tetenburg, majoor van de Ordepolitie in Rotterdam, op 28 februari 1945 door de Duitsers gearresteerd en vervolgens opgesloten in de gevangenis van Scheveningen (Oranjehotel). Als represaille voor een aanslag op beambte Röhmer van de Sicherheitspolizei und SD en de Nederlandse SS-man Koster op 5 maart 1945 werd hij op 12 maart 1945 om 10 uur in de ochtend in de Goereesestraat bij de Pleinweg te Rotterdam gefusilleerd. Hij liet een weduwe en drie kinderen achter.